# Elimination Chamber 2015
Elimination Chamber (2015) was een professioneel worstel-pay-per-view (PPV) en WWE Network evenement dat georganiseerd werd door de WWE. Het was de zesde editie van Elimination Chamber. Het vond plaats op 31 mei 2015 in de American Bank Center in Corpus Christi (Texas).
De "Main Event" was een een-op-een match voor het WWE World Heavyweight Championship tussen kampioen Seth Rollins en Dean Ambrose.

## Wedstrijden
| Nr.                                                                          | Match | Winnaar(s)       |
| ---------------------------------------------------------------------------- | --- | ---------------- |
| 1PS                                                                          | Zack Ryder vs. Stardust in een een-op-eenmatch | Stardust         |
| 2                                                                            | The New Day (Big E, Xavier Woods & Kofi Kingston) (c) vs. The Lucha Dragons (Kalisto & Sin Cara) vs. Tyson Kidd & Cesaro (met Natalya) vs. Prime Time Players (Titus O'Neil & Darren Young) vs. The Ascension (Konnor & Viktor) vs. Los Matadores (Diego & Fernando) in een tag team Elimination Chamber match voor het WWE Tag Team Championship | The New Day (c)  |
| 3                                                                            | Nikki Bella vs. Paige vs. Naomi in een triple threat match voor het WWE Divas Championship | Nikki Bella (c)  |
| 4                                                                            | John Cena vs. Kevin Owens in een een-op-eenmatch | Kevin Owens      |
| 5                                                                            | Neville vs. Bo Dallas in een een-op-eenmatch | Neville          |
| 6                                                                            | Sheamus vs. King Barrett vs. Mark Henry vs. Dolph Ziggler vs. Ryback vs. R-Truth in Elimination Chamber match voor het vacante WWE Intercontinental Championship | Ryback (nc)      |
| 9                                                                            | Seth Rollins (c) vs. Dean Ambrose in een een-op-eenmatch voor het WWE World Heavyweight Championship | Seth Rollins (c) |
| (c) huidige kampioen voor en na de match \| (nc) nieuwe kampioen na de match | |                  |